# Curbă de nivel
În matematică prin curbă de nivel a unei funcții reale, f, de n variabile reale este o mulțime în care funcția ia o anumită valoare constantă, c, adică:
{\displaystyle L_{c}(f)=\left\{(x_{1},\ldots ,x_{n})\mid f(x_{1},\ldots ,x_{n})=c\right\}~,}
Cazul obișnuit apare la funcțiile de două variabile independente⁠(d), când mai sunt cunoscute drept linii de contur, izolinii sau izohipse.
Când n = 3 mulțimea se numește suprafață de nivel sau izosuprafață deci o suprafață de nivel este mulțimea tuturor rădăcinilor cu valori reale ale unei ecuații în trei variabile x1, x2 și x3. Pentru valori mai mari ale lui n, curbele de nivel sunt hipersuprafețe de nivel , mulțimi ale tuturor rădăcinilor cu valori reale ale unei ecuații în n > 3 variabile.
În geografie prin curbe de nivel se înțeleg liniile de pe o hartă care unesc punctele de egală altitudine în raport cu un anumit plan de referință.

## Nume alternative

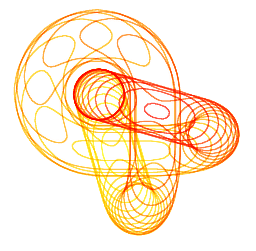
Intersecțiile suprafețelor de nivel ale unei funcții de coordonate cu un nod simplu trilobat. Curbele roșii sunt cele mai apropiate de observator, în timp ce curbele galbene sunt cele mai îndepărtate.

Curbele de nivel apar în multe aplicații, adesea sub nume diferite. De exemplu, o curbă implicită⁠(d) este o curbă de nivel, care este considerată independentă de curbele vecine, subliniind faptul că o astfel de curbă este definită printr-o ecuație implicită⁠(d). Analog, o suprafață plană este uneori numită suprafață implicită sau izosuprafață.
Liniile de contur, care înseamnă un contur de valori egale, în diverse domenii de aplicare au primit denumiri specifice, formate adesea cu prefixul izo-, denumiri care indică adesea natura valorilor funcției luate în considerare, cum ar fi în meteorologie izobarele (curbe de presiune atmosferică egală), în termodinamică izotermele (curbe de temperatură egală), în planificarea urbană izocronele sau în economie curbele de indiferență.

## Exemple

Reprezentare logaritmică a curbelor de nivel ale funcției lui Himmelblau

Se consideră distanța euclidiană în spațiul bidimensional: {\displaystyle d(x,y)={\sqrt {x^{2}+y^{2}}}.} Curbele de nivel {\displaystyle L_{r}(d)} ale acestei funcții sunt formate din punctele care se află la distanța {\displaystyle r} de origine, curbe cunoscute drept cercuri. De exemplu {\displaystyle (3,4)\in L_{5}(d)}, deoarece  {\displaystyle d(3,4)=5}. Geometric, asta înseamnă că punctul {\displaystyle (3,4)} se află pe cercul de rază 5 centrat în origine. Mai general, o sferă din spațiul metric {\displaystyle (M,m)} cu raza {\displaystyle r} centerată în {\displaystyle x\in M} poate fi definită ca suprafața de nivel {\displaystyle L_{r}(y\mapsto m(x,y))}.
Un alt exemplu este pentru funcția lui Himmelblau prezentată în figura din dreapta. Fiecare curbă afișată este o curbă de nivel a funcției și sunt distanțate logaritmic: dacă o curbă reprezintă {\displaystyle L_{x}}, curba „spre interior” reprezintă {\displaystyle L_{x/10}} iar curba „spre exterior” reprezintă {\displaystyle L_{10x}}.

## Curbe de nivel și gradienți

Se consideră o funcție f al cărei grafic are aspectul unui deal. Curbele albastre sunt curbele de nivel; curbele roșii indică direcția gradientului. La traversarea sa, un călător precaut ar urma potecile albastre, iar unul îndrăzneț ar urma potecile roșii. Căile albastre și roșii se încrucișează întotdeauna în unghi drept.

Teoremă: Dacă funcția f este derivabilă, gradientul lui f într-un punct este sau zero, sau perpendicularpe curbele de nivel ale lui f în acel punct.
Pentru a înțelege ce înseamnă asta, imaginați-vă că doi drumeți sunt în același loc pe un munte. Unul dintre ei este îndrăzneț și decide să meargă în direcția în care panta este cea mai abruptă. Celălalt este mai precaut; nu vrea nici să urce, nici să coboare, alegând o potecă care să-l țină la aceeași înălțime. În analogia noastră, teorema de mai sus spune că cei doi excursioniști vor pleca în direcții perpendiculare unul față de celălalt.
O consecință a acestei teoreme (și a demonstrației sale) este că, dacă f este derivabilă, o mulțime de niveluri este o hipersuprafață și o varietate în afara punctelor critice⁠(d) ale f. Într-un punct critic, o curbă de nivel se poate reduce la un punct (de exemplu la un extrem local al f) sau poate avea o singularitate, cum ar fi un punct de autointersectare sau un punct de întoarcere.